# Panzer 35(t)
Panzerkampfwagen 35(t), prescurtat de obicei sub forma Panzer 35(t) sau abreviat ca Pz.Kpfw. 35(t), a fost un tanc ușor proiectat în Germania și folosit în principal de către Germania nazistă în timpul celui de-al doilea război mondial. Litera (t) provine de la tschechisch (română: ceh). În serviciul ceh era denumit formal sub numele de Lehký (Ușor) Tank vzor (Model) 35, însă era cunoscut mai mult ca LT vz. 35. Denumirea sa în armata română era R-2. Au fost construite 434 de exemplare; dintre acestea, germanii au rechiziționat 244 atunci când au ocupat Boemia-Moravia în martie 1939, iar slovacii au obținut 52 atunci când și-au declarat independența față de Cehoslovacia în același timp. Altele au fost exportate în Bulgaria și România. În serviciul german a participat la lupte în primii ani ai celui de-al doilea război mondial, în special la invadarea Poloniei, bătălia Franței și operațiunea Barbarossa înainte de a fi retras sau vândut în 1942. A fost folosit până la sfârșitul războiului de alte țări și ca tanc de instrucție în Bulgaria până în anii 1950.

## Utilizarea în România

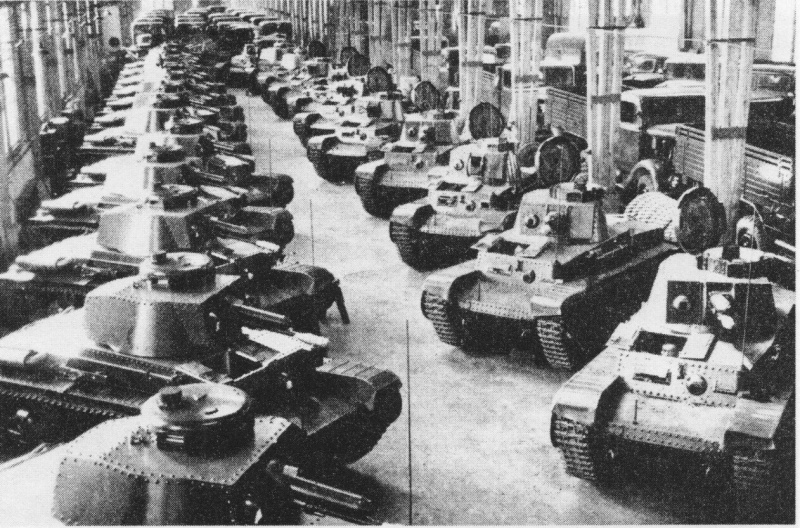
Tancuri R-2 în februarie 1939, înainte de a fi livrate României de către fabrica Skoda.

Ca parte a programului de modernizare a armatei început în 1935, în august 1936 126 de tancuri Škoda LT vz.35 au fost comandate din Cehoslovacia. Primele 15 tancuri au fost primite pe 1 mai 1937, însă acestea au întâmpinat probleme tehnice la motor, care era incompatibil cu climatul și combustibilul local. Prin urmare, tancurile au fost trimise înapoi și modificate în conformitate cu specificațiile românești. Toate cele 126 de tancuri (denumite R-2 în România) au fost primite până în 1939, însă o altă comandă pentru 382 de tancuri trimisă la mijlocul anului 1939 a fost refuzată de către germani. R-2 a fost repartizat Regimentului 1 care de luptă al Diviziei 1 blindată în 1941-1942. Acționând ca o unitate de șoc, Divizia 1 blindată a obținut succese considerabile în bătălia pentru Chișinău, însă la Odessa a suferit pierderi grele atunci când tancurile R-2 au fost folosite în sprijinul infanteriei, blindajul subțire al acestora făcându-le o pradă ușoară pentru puștile anti-tanc sovietice.
La sfârșitul campaniei din 1941, 26 de tancuri R-2 erau avariate fără posibilitate de recuperare, astfel că în 1942 Germania a fost de acord să livreze 26 de tancuri Panzerkampfwagen 35(t) aproape identice însă uzate pentru a acoperi pierderile. Divizia 1 blindată s-a refăcut în țară până în august 1942 și a fost repartizată Armatei a 3-a care apăra Cotul Donului. Deoarece trupele germano-române întâlneau un număr tot mai mare de tancuri T-34, Divizia 1 blindată a testat eficacitatea unui R-2 împotriva unui T-34 capturat. Testul a dovedit că T-34 era invulnerabil în fața tunului de 37 mm al tancului R-2. În timpul bătăliei de la Cotul Donului, unde masele de tancuri medii și grele sovietice au creat haos printre epuizatele și prost echipatele trupe române, Divizia 1 blindată a pierdut 60 la sută din capacitatea de luptă, traversând râul Cir cu 19 tancuri R-2, unele tractate de tancuri T-3 sau T-4 din cauza lipsei de carburant. Pierderile totale de tancuri R-2 la Stalingrad au fost de 27 scoase din acțiune, 30 abandonate din cauza lipsei de combustibil și 24 din cauza problemelor mecanice.
Unele tancuri R-2 care au supraviețuit au fost folosite de către detașamente de blindate formate ad-hoc în 1944 (Grupul blindat-mixt Cantemir pe frontul din Basarabia și Detașamentul blindat Popescu pe câmpurile petrolifere de lângă Ploiești). Două tancuri R-2 care au scăpat de rechiziționările sovietice din februarie 1945 au fost folosite de Regimentul 2 care de luptă în timpul operațiunilor din Cehoslovacia și Austria. Ambele au fost pierdute pe 12 aprilie 1945 la Hohenruppersdorf, nord-est de Viena, atunci când Regimentul 2 care de luptă a respins un contraatac german format din elemente ale diviziilor 3 Panzer, 25 și 26 SS.

## Variante
Vezi de asemenea TACAM R-2
TACAM R-2
21 de tancuri R-2 au fost transformate în vânători de tancuri la Atelierele Leonida între luna iulie a anului 1943 și luna iulie a anului 1944. Denumirea oficială a acestor autotunuri era TACAM R-2 (Tun Anticar pe Afet Mobil R-2).
R-2c
Un număr de tancuri R-2 ale armatei române au avut spatele turelei si cel al șasiului diferit față de modelul original Panzer 35(t). Spatele turelei era format din două plăci metalice, ci nu din una ca la cele ale modelului original.

T-11
Variantă livrată Bulgariei, armată cu un tun mai puternic Škoda A7.